# Allison Krause
Allison Beth Krause ( /k r aʊ s / ; 23 avril 1951 - 4 mai 1970) est étudiante américaine de l'université d'État de Kent à Kent (Ohio) tuée par des soldats de la Garde nationale de l'Ohio, alors qu'elle protestait contre l'invasion du Cambodge et la présence de la Garde nationale sur le campus de l'université.

## Biographie
Allison Krause est née à Cleveland, Ohio. Elle est fille de Doris Lillian (Levine) et d'Arthur Selwyn Krause. Elle avait une sœur cadette, Laurel. Krause était juif. Elle a fait ses études secondaires au lycée John F. Kennedy à Silver Spring, dans le Maryland. Ses parents ont déménagé à Churchill, en Pennsylvanie, l'été avant qu'elle ne commence à fréquenter l'université d'État de Kent,.

## Fusillade de l'université d'État de Kent
Lors d'une manifestation contre l'invasion du Cambodge et la présence de la Garde nationale sur le campus de l'université d'État de Kent, des gardes nationaux ont ouvert le feu, à une distance d'une centaine de mètres environ, sur un groupe d'étudiants non armés, tuant quatre d'entre eux. Allison Krause a reçu une balle dans le côté gauche de sa poitrine qui lui a causé une blessure mortelle. L'autopsie a révélé qu'une balle de fusil est entrée et sortie de son bras supérieur gauche, puis est entrée dans le côté gauche de sa poitrine, se fragmentant à l'impact et provoquant un traumatisme interne majeur. Allison est décédée des suites de ses blessures le jour même.
Au total, les gardes ont tiré 67 coups de feu en 13 secondes. Les autres étudiants tués dans la fusillade étaient Jeffrey Glenn Miller, Sandra Lee Scheuer et William Knox Schroeder. En outre, neuf autres étudiants ont été blessés.

## Suites
La fusillade a conduit à des manifestations et à une grève nationale des étudiants, provoquant la fermeture de centaines de campus en raison de manifestations violentes et non violentes. Le campus de l'université de Kent est resté fermé pendant six semaines. Cinq jours après la fusillade, 100 000 personnes ont manifesté à Washington contre la Guerre du Viêt Nam. Le père de Krause a continué de la presse pour la vérité et la justice sur ce qui s'est passé ce jour-là et a poursuivi les autorités devant les tribunaux pendant près de 10 ans après la mort de sa fille. La famille d'Allison Krause a finalement reçu une «déclaration de regret» et 15 000 $ de l'État de l'Ohio pour sa disparition.
En 2010, la sœur d'Allison, Laurel, a fondé le Kent State Truth Tribunal (KSTT) avec Emily Kunstler. Cette initiative avait pour vu de rechercher, d'enregistrer et de conserver les témoignages de témoins, de participants et d'individus significativement impliqués dans la fusillade de l'université d'État de Kent. Michael Moore a diffusé en direct tous les témoignages de KSTT sur son site Web.

## Filmographie
- Allison (réal. Richard Myers, 1971)